# Abonent
Abonent (niem. Abonnent, fr. Abonné) – osoba mająca prawo do korzystania z usługi (e-booka, parkowania w strefie), urządzenia (radia, telefonu) lub otrzymywania czegoś (gazeta, obiady) na zasadzie uiszczania stałej, regularnej opłaty (tzw. abonamentu).

## Telekomunikacja
Według prawa telekomunikacyjnego (w latach 2004-2024 obowiązywała ustawa z dnia 12 lipca 2004 r. Prawo telekomunikacyjne) użytkownik, który jest stroną umowy o świadczenie usług komunikacji elektronicznej zawartej z dostawcą 
usług komunikacji elektronicznej.
Do lipca 2010 r. warunkiem zostania abonentem było zawarcie umowy na piśmie. W przypadku zawierania umowy w innej formie (przez dokonanie czynności faktycznych, np. w przypadku z korzystania z usług pre-paid albo automatów samoinkasujących) korzystający z usługi nazywany był użytkownikiem końcowym, co pociągało za sobą zróżnicowanie uprawnień różnych grup klientów korzystających z usług telekomunikacyjnych.
Abonentem może być osoba lub instytucja, która korzysta z określonej usługi za pomocą określonego medium według stawki określonej w umowie podpisanej między dwoma podmiotami: abonentem lub jego prawomocnym przedstawicielem i przedstawicielem firmy świadczącej daną usługę. Przykładem usługi abonenckiej może być linia telefoniczna, za pomocą której dostarcza się usługi telefoniczne, internet, telekonferencje itp.